# Peter van Schaack

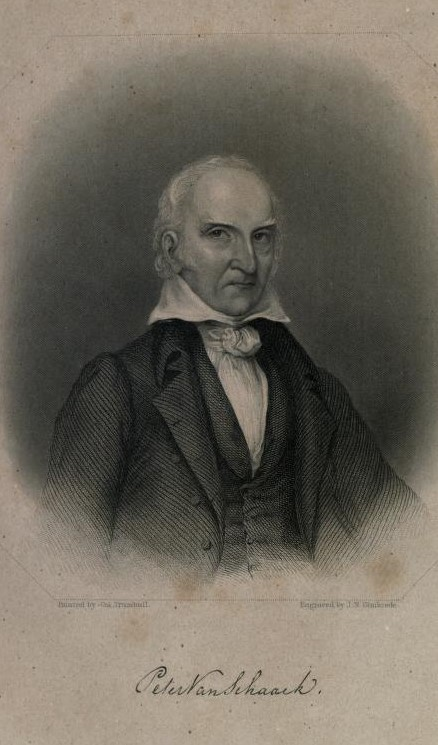
Peter van Schaak (Darstellung aus The life of Peter Van Schaack, LL.D. (1842))

Peter van Schaak (* 24. März 1747 in Kinderhook; † 17. September 1832 ebenda) war ein US-amerikanischer Jurist.

## Leben
Peter van Schaak war der Sohn des Kaufmanns Cornelius van Schaak und dessen Frau Lydia van Dyck. Seine Familie hatte niederländische Wurzeln. 1762 fing er sein Studium am King’s College an (der heutigen Columbia University) und lernte dort Kommilitonen wie Gouverneur Morris, John Jay und Egbert Benson kennen, die später einflussreiche Politiker wurden. 1765 heiratete er Elizabeth Cruger, die Tochter des wohlhabenden Kaufmanns Henry Cruger. Ein Jahr später begann er bei seinem Schwiegerbruder Peter Silvester eine Ausbildung zum Anwalt, die er später bei William Smith Jr., einem der führenden Anwälte New Yorks zu dieser Zeit, zu Ende führte. 1768 erhielt er seinen Bachelor of Arts vom King’s College. Im folgenden Jahr erhielt er seine Anwaltszulassung und gründete seine eigene Kanzlei.
Van Schaak war ein erfolgreicher und angesehener Anwalt. Schon 1770 wählte ihn die Moot, die wichtigste Anwaltsvereinigung New Yorks, zu ihrem Sekretär. Drei Jahre später beauftragte ihn das New Yorker Landesparlament, die Gesetze der Province of New York zu sammeln – nicht zuletzt weil der speaker des Parlaments Van Schaaks Schwiegeronkel John Cruger war. Van Schaaks Arbeit galt einige Jahre lang als das Standardwerk zu den Gesetzen der Kolonie. Im selben Jahr wurde ihm vom King’s Collge sein Master of Arts verliehen.
Van Schaak hatte zunächst eine unschlüssige Reaktion auf die Amerikanische Revolution. Auf der einen Seite forderte er mehr Autonomie für die 13 Kolonien. Auf der anderen Seite lehnte er ihre Unabhängigkeit ab und fürchtete sich vor einem möglichen Bürgerkrieg, der einer Unabhängigkeitserklärung folgen könnte. Er war ein Bewunderer der britischen Verfassung und meinte, dass die britische Regierung ihre amerikanischen Kolonisten nur aus Unwissen, nicht aus Böswilligkeit schlecht behandle. Zu seinen Konflikten mit den Revolutionären kamen familiäre Tragödien hinzu; in kurzer Zeit verstarben fünf seiner neun Kinder. Zusammen mit seiner erkrankten Frau zog er sich nach Kinderhook zurück. Dass er trotz seiner Weigerung, ein Treueschwur auf die revolutionäre Regierung New Yorks zu leisten, nicht verbannt wurde, hatte er seinen Freunden John Jay und George Clinton zu verdanken. Als seine Frau 1778 verstarb, ging er ins Exil nach England. Dort wollte er sich seine immer schwächer werdenden Augen behandeln lassen. Er revidierte seine vormalige Ablehnung der Amerikanischen Revolution und kam zum Schluss, dass die britische Regierung korrupt und die Unabhängigkeitserklärung der 13 Kolonien gerechtfertigt gewesen seien.
1785 kehrte er daher zurück in die Vereinigten Staaten. Dank seiner Freunde Gouverneur Morris und John Jay waren seine Besitztümer während seines Exils nicht konfisziert wurden; er konnte als freier Bürger in seine Heimat zurückkehren. 1787 heiratete er Elizabeth Van Alen, mit der er sieben Kinder hatte. Van Schaak blieb politisch interessiert, unterstützte die 1787 auf der Philadelphia Convention vorgeschlagene Verfassung und befürwortete die Föderalistische Partei.
Er übernahm wieder die Leitung seiner alten Anwaltskanzlei, die sich als ebenso profitabel wie vor dem Unabhängigkeitskrieg erwies. Van Schaak musste allerdings ab 1792 seine Tätigkeit in der Kanzlei auf Grund einer Erblindung reduzieren. Stattdessen fokussierte er sich mehr auf die 1786 von ihm gegründete law school, die als erste law school New Yorks gilt. Später veröffentlichte er weitere rechtswissenschaftliche Werke. 1826 verlieh ihm das Columbia College seinen Doctor of Law.
Van Schaak verstarb 1832 in seinem Geburtsort Kinderhook.